# كتاب القانون (فلم)
كتاب القانون  (بالفارسية: کتاب قانون) فيلم كوميدي ورومانسي واجتماعي إيراني من إنتاج عام 2009 من إخراج مازيار ميري وتأليف محمد رحمانيان ومن بطولة برفيز باراستوي ودارين حمزة. يتحدث الفيلم عن شابة مسلمة تمثل السلوك المتناقض للمسلمين الإيرانيين مع مبادئ الإسلام.

## روابط خارجية
- مقالات تستعمل روابط فنية بلا صلة مع ويكي بيانات